# Halloween (Buffy)
Halloween est le 6e épisode de la saison 2 de la série télévisée Buffy contre les vampires.

## Résumé
Buffy, Alex et Willow sont réquisitionnés par le principal Snyder pour accompagner les jeunes enfants dans leur tournée d'Halloween. Ils vont donc choisir des déguisements dans la boutique de costumes d'Ethan Rayne, ignorant que celui-ci est un sorcier ayant envoûté les costumes grâce à un sortilège voué à Janus, une divinité romaine. Le soir d'Halloween, les personnes qui ont acheté des déguisements dans sa boutique se transforment réellement : Buffy devient une princesse du XVIIIe siècle, Alex, un soldat et Willow, un fantôme capable de traverser les murs. Willow, qui est la seule à avoir gardé ses souvenirs, va chercher Giles et tous deux se rendent à la boutique d'Ethan.
Bien qu'un accord fasse d'Halloween une trêve pour tous les démons, Spike décide de le rompre et d'attaquer la ville sans défense car une vision de Drusilla lui a appris la faiblesse de Buffy. Pendant ce temps, Giles trouve Ethan Rayne à la boutique et il s'avère que tous deux sont de vieilles connaissances. Après s'être fait passer à tabac par Giles, Ethan finit par rompre le sortilège et Buffy retrouve sa mémoire et ses forces juste au moment où Spike allait la tuer, poussant le vampire à la fuite. Plus tard, Buffy révèle à Angel qu'elle s'était costumée ainsi pour lui plaire et tous deux s'embrassent. Le lendemain, Giles retourne à la boutique et trouve un mot d'Ethan lui promettant qu'il reviendra se venger.